# Edwin J. Collins
Edwin J. Collins (1875 – 14 de janeiro de 1937) foi uma diretor britânico da era do cinema mudo.

## Filmografia selecionada
- Doing His Bit (1917)
- Tom Jones (1917)
- God and the Man (1918)
- Foul Play (1920)
- Miss Charity (1921)
- Single Life (1921)
- Esmeralda (1922)
- The Green Caravan (1922)
- The Taming of the Shrew (1923)
- A Gamble with Hearts (1923)